# La Plata Peak
Der La Plata Peak ist mit 4.369 m einer der 54 „Fourteeners“ in den Rocky Mountains auf dem Gebiet des US-Bundesstaates Colorado. Er liegt in der Bergkette Sawatch Range im Chaffee County etwa 32 Kilometer südwestlich von Leadville. Der La Plata Peak liegt ganz im San Isabel National Forest und im Collegiate Peaks Wilderness. 
Der Name leitet sich von la plata ab, dem spanischen Wort für Silber. Seinen Namen bekam der Berg wegen der vielen Silberablagerungen in der Umgebung.